# Маура, Кармен
Мари́я дель Ка́рмен Гарси́а Ма́ура (исп. María del Carmen García Maura; род. 15 сентября 1945, Мадрид) — испанская актриса. Наиболее известна по сотрудничеству с кинорежиссёрами Педро Альмодоваром и Алексом де ла Иглесиа.

## Биография
Родилась 15 сентября 1945 года в Мадриде. Ближайшие родственники Кармен Мауры принадлежат к влиятельному семейству Маура, известному своими политиками (включая Антонио Маура, пятикратного премьер-министра Испании), адвокатами и артистами.
Начинала свою карьеру как певица. Карьера в кино началась в 1970 году с выходом фильма The Man in Hiding. Затем последовала крупная роль в фильме «Бумажные тигры» в 1977 году.
Хотя Маура играла в основном драматические роли, она также была отмечена в нескольких комедийных фильмах таких, как Sal gorda (1984), Sé infiel y no mires con quién (1985) и Tata mía (1986).
В 1980 году Маура впервые снялась у режиссёра Педро Альмодовара (в фильме «Пепи, Люси, Бом и остальные девушки»).
Они продолжили своё сотрудничество в 1980-х в фильме «Женщины на грани нервного срыва» (1988), за который Маура в ноябре 1988 года получила приз «Феликс» как лучшая актриса. После этого фильма Маура и Альдомовар не работали вместе более 10 лет и возобновили совместную деятельность только в 2006 году на съёмках «Возвращения». Шесть женщин, снявшихся в фильме (в том числе и Кармен Маура) в 2006 году получили приз Каннского кинофестиваля.
Маура считается гей-иконой после того, как сыграла роль трансгендерной женщины в фильме Альмодовара «Закон желания».

## Личная жизнь
Кармен Маура изучала философию и литературу в Школе изящных искусств в Париже. С 1964 по 1970 годы она была замужем за адвокатом Франсиско Фортеса, у супругов есть дочь Кармен и сын Пабло.

## Фильмография
- 1969 — El espíritu (Juan Tamariz).
- 1971 — El hombre oculto (Alfonso Ungría)
- 1971 — Mantis (Luis Mamerto López-Tapia)
- 1973 — Un casto varón español (Jaime de Armiñán)
- 1973 — El asesino está entre los trece (Javier Aguirre)
- 1974 — Don Juan (Antonio Mercero)
- 1974 — Tanata (Luis Mamerto López-Tapia)
- 1975 — «Леонор» / Leonor (Juan Luis Buñuel)
- 1975 — El love feroz (José Luis García Sánchez)
- 1975 — «Дневник убийцы» / La encadenada (Manuel Mur Oti)
- 1975 — Vida íntima de un seductor cínico (Javier Aguirre)
- 1976 — «Книга о благой любви 2» / El libro de buen amor II (Jaime Bayarri)
- 1976 — La mujer es cosa de hombres (Jesús Yagüe)
- 1976 — Una pareja como las demás (Miguel Ángel Díez)
- 1976 — Ir por lana (Miguel Ángel Díez)
- 1976 — Pomporrutas imperiales (Фернандо Коломо)
- 1976 — La petición (Пилар Миро)
- 1977 — Tigres de papel (Фернандо Коломо)
- 1978 — Los ojos vendados (Карлос Саура)
- 1978 — De fresa, limón y menta (Miguel Ángel Díez)
- 1978 — Folle... folle... fólleme Tim! (Педро Альмодовар)
- 1978 — Mi blanca Varsovia (Javier Quintana)
- 1978 — «Что делает такая девушка, как ты, в таком месте, как это?» / ¿Qué hace una chica como tú en un sitio como éste? (Фернандо Коломо)
- 1978 — Menos mi madre y mi hermana (Jaime Villate)
- 1980 — «Гари Купер, который на небесах» / Gary Cooper, que estás en los cielos (Пилар Миро)
- 1980 — El hombre de moda (Fernando Méndez Leite)
- 1980 — «Пепи, Люси, Бом и остальные девушки» / Pepi, Luci, Bom y otras chicas del montón (Педро Альмодовар)
- 1982 — Femenino singular (Juanjo López)
- 1983 — El Cid cabreador (Angelino Fons)
- 1983 — Нескромное обаяние порока (Педро Альмодовар) — Сестра Проклятье
- 1984 — «За что мне это?» / ¿Qué he hecho yo para merecer esto? (Педро Альмодовар)
- 1984 — Sal gorda (Фернандо Труэба)
- 1985 — Sé infiel y no mires con quién (Фернандо Труэба)
- 1985 — Extramuros (Miguel Picazo)
- 1986 — Tata mía (Хосе Луис Борау)
- 1986 — Delirios de amor (Cristina Andreu, Luis Eduardo Aute, Antonio González Vigil and Félix Rotaeta)
- 1986 — «Матадор» / Matador (Педро Альмодовар)
- 1987 — «Закон желания» / La ley del deseo (Педро Альмодовар)
- 1988 — «Женщины на грани нервного срыва» / Mujeres al borde de un ataque de nervios (Педро Альмодовар). (Goya Award)
- 1988 — 2.30 A.M.
- 1989 — «Батон Руж» / Bâton Rouge (Рафаэль Монлеон)
- 1990 — «Ай, Кармела!» / ¡Ay, Carmela! (Карлос Саура). (Goya Award)
- 1991 — «Металлолом» / Chatarra (Félix Rotaeta)
- 1991 — «Как быть женщиной и при этом не погибнуть» / Cómo ser mujer y no morir en el intento (Ана Белен)
- 1992 — La reina anónima (Гонсало Суарес)
- 1992 — Sur la terre comme au ciel (Marion Hänsel)
- 1993 — Тени одного сражения / Sombras en una batalla (Mario Camus). (Goya Award Nominated)
- 1993 — Луи, король-дитя (Roger Planchon) — Анна Австрийская
- 1994 — Cómo ser infeliz y disfrutarlo (Энрике Урбису)
- 1995 — «Любовь в лугах» (Этьен Шатилье)
- 1995 — El palomo cojo (Jaime de Armiñán)
- 1995 — Pareja de tres (Antoni Verdaguer)
- 1995 — «Король реки» / El rey del río (Мануэль Гутьеррес Арагон)
- 1996 — Amores que matan (Juan Manuel Chumilla)
- 1997 — Ellas (Luís Galvao Teles)
- 1997 — Alliance cherche doigt (Jean-Pierre Mocky)
- 1997 — Tortilla y cinema (Martin Provost)
- 1997 — Vivir después (Carlos Galettini)
- 1998 — Алиса и Мартен / Alice et Martin (Андре Тешине)
- 1999 — Lisboa (Antonio Hernández). (Goya Award Nominated)
- 2000 — «Коммуналка» / La comunidad (Алекс де ла Иглесиа)(Goya Award) (Silver Seashell)
- 2001 — El palo (Eva Lesmes)
- 2002 — «Восемьсот пуль» / 800 balas (Алекс де ла Иглесиа) — Лаура
- 2002 — «Валентин» / Valentín (Alejandro Agresti)
- 2004 — «Зимняя жара» / 25 degrés en hiver — Абелита
- 2004 — Entre vivir y soñar (David Albacente и Alfonso Menkes)
- 2004 — «На другой стороне» / Al otro lado (Gustavo Loza)
- 2004 — «Обещание» / La promesa (Héctor Carré)
- 2005 — «Убийство в день праздника» / Killers on Holiday — Иллюмината
- 2005 — «Свободная зона» / Free Zone (Amos Gitai)
- 2005 — «Королевы» / Reinas (Manuel Gómez Pereira)
- 2006 — Nos chères têtes blondes (Charlotte Silvera)
- 2006 — «Возвращение» / Volver (Педро Альмодовар) — Ирен
- 2007 — Que parezca un accidente (Guillermo de la Guardia)
- 2007 — El menor de los males (Antonio Hernández)
- 2008 — La Virgen Negra (Ignacio Castillo)
- 2008 — The Garden of Eden (John Irvin)
- 2009 — «Тетро» / Tetro (Френсис Форд Коппола)

## Призы и награды

### Каннский кинофестиваль
- 2006 — Награда: Best Actress за «Возвращение» совместно с Пенелопой Крус, Лола Дуэньяс, Бланка Портильо, Йоана Кобо и Чус Лампреаве.

### Международный кинофестиваль в Локарно
- 2007 — Награда: Locarno Excellence Award

### Премия Гойя
- 2007 — Награда: Best Actress in a Supporting Role for «Возвращение» (2006)
- 2001 — Награда: Best Actress in a Leading Role for La comunidad (2000)
- 2000 — Номинация: Best Actress in a Leading Role for Lisboa (1999)
- 1994 — Номинация: Best Actress in a Leading Role for Sombras en una batalla (1993)
- 1991 — Награда: Best Actress in a Leading Role for «Ай, Кармела!» (1990)
- 1989 — Награда: Best Actress in a Leading Role for «Женщины на грани нервного срыва» / Mujeres al borde de un ataque de nervios (1988).

### Fotogramas de Plata
- 2001 — Награда: Best Movie Actress for La comunidad (2000).
- 1999 — Награда: Best TV Actress for A las once en casa (1998).
- 1994 — Номинация: Best Movie Actress for Sombras en una batalla (1993)
- 1993 — Номинация: Best Movie Actress for «La reina anónima» and also Entre el cielo y la tierra (1992)
- 1991 — Награда: Best Movie Actress for «Ай, Кармела!» (1990)
- 1991 — Номинация: Best TV Actress for La mujer de tu vida (1990)
- 1989 — Награда: Best Movie Actress for Mujeres al borde de un ataque de nervios (1988)
- 1988 — Номинация: Best Movie Actress for La ley del deseo (1987)
- 1987 — Номинация: Best Movie Actress for Tata mía (1986) and also Matador (1986)
- 1986 — Номинация: Best Movie Actress for Sé infiel y no mires con quién (1985) and Extramuros (1985)
- 1985 — Награда: Best Movie Actress for ¿Qué he hecho yo para merecer esto? (1984)
- 1982 — Награда: Best Performance in a Television series for Esta noche (1991)